# Heimrad-Bäcker-Preis
Der Heimrad-Bäcker-Preis ist ein Literaturpreis, der von dem österreichischen Schriftsteller und Verleger Heimrad Bäcker mit dem Erlös aus dem Verkauf seines literarischen Nachlasses an das Literaturarchiv der Österreichischen Nationalbibliothek zusammen mit seiner Frau Margret Bäcker gestiftet wurde. Er wird jährlich von der Interessengemeinschaft Heimrad Bäcker als Heimrad-Bäcker-Preis (dotiert mit Euro 8.000) und als Förderpreis zum Heimrad-Bäcker-Preis (dotiert mit Euro 3.500) verliehen und soll Autoren auszeichnen und fördern, deren Werk mit der ästhetischen Ausrichtung der edition neue texte, wie Heimrad Bäcker sie verlegt hat, in Zusammenhang steht. Die Heimrad-Bäcker-Preise sind somit die einzigen österreichischen Preise, die so entschieden zur Förderung von Literatur aus dem Umfeld dessen verliehen werden, was als experimentelle Dichtung zu betrachten ist. Seit 2016 wird zudem der zuerst privat gestiftete „neue-texte-Essaypreis“ für bemerkenswerte literarische Essayistik vergeben.
Der von der Interessengemeinschaft Heimrad Bäcker zu nominierenden Jury gehörten im Stiftungsjahr 2003 Heimrad Bäcker, Friedrich Achleitner und Thomas Eder an. Nach dem Tod Heimrad Bäckers im Jahr 2003 bestand die Jury bis 2009 aus Friedrich Achleitner und Thomas Eder sowie aus dem Träger des Heimrad-Bäcker-Preises aus dem jeweiligen Vorjahr. Seit 2010 gehören der Jury Franz Josef Czernin, Thomas Eder und der jeweilige Preisträger aus dem Vorjahr an.

## Preisträger
- 2003
  - Franz Josef Czernin
  - Hansjörg Zauner (Förderpreis)
- 2004
  - Anselm Glück
  - Ulf Stolterfoht (Förderpreis)
- 2005
  - Gundi Feyrer
  - Thomas Raab (Förderpreis)
- 2006
  - Ferdinand Schmatz
  - Steffen Popp (Förderpreis)
- 2007
  - Elfriede Gerstl
  - Kevin Vennemann (Förderpreis)
- 2008
  - Waltraud Seidlhofer
  - Monika Rinck (Förderpreis)
  - Lisa Spalt (Förderpreis)
- 2009
  - Herbert J. Wimmer
  - Florian Neuner (Förderpreis)
- 2010
  - Brigitta Falkner
  - Anja Utler (Förderpreis)
- 2011
  - Ulf Stolterfoht
  - Petra Coronato (Förderpreis)
- 2012[1]
  - Urs Allemann
  - Christian Filips (Förderpreis)
- 2013[2]
  - Christian Steinbacher
  - Norbert Lange (Förderpreis)
- 2014[3]
  - Paul Wühr
  - Andrea Winkler (Förderpreis)
- 2015
  - Monika Rinck
  - Michael Hammerschmid (Förderpreis)
- 2016
  - Anja Utler
  - Dagmara Kraus (Förderpreis)
  - Sebastian Kiefer („neue texte“-Essaypreis)
- 2017
  - Bodo Hell
  - Mara Genschel (Förderpreis)
  - Theresia Prammer („neue texte“-Essaypreis)
- 2018[4]
  - Peter Waterhouse
  - Hanne Römer / .aufzeichnensysteme (Förderpreis)
  - Manfred Mittermayer („neue texte“-Essaypreis)
- 2019[5]
  - Michael Donhauser
  - Natascha Gangl (Förderpreis)
  - Michael Donhauser („neue texte“-Essaypreis)
- 2020[6]
  - Richard Obermayr
  - Franziska Füchsl (Förderpreis)
  - Hendrik Jackson („neue texte“-Essaypreis)
- 2021
  - Lisa Spalt
  - Saskia Warzecha (Förderpreis)[7]
  - Florian Huber („neue texte“-Essaypreis)
- 2022[8]
  - Ulrich Schlotmann
  - Carla Cerda (Förderpreis)
  - Helmut Neundlinger („neue texte“-Essaypreis)
- 2023[9]
  - Daniela Seel
  - Robert Stripling (Förderpreis)
  - Florian Neuner („neue texte“-Essaypreis)
- 2024[10]
  - Ilse Kilic
  - Sandro Huber (Förderpreis)
  - Chris Zintzen („neue texte“-Essaypreis)